# 斯潘塞克里克鎮區 (密蘇里州聖查爾斯縣)
斯潘塞克里克鎮區（英語：Spencer Creek Township）是位於美國密蘇里州聖查爾斯縣的一個行政鎮區。

## 地方資料
斯潘塞克里克鎮區的面積為15.58平方千米，皆為陸地。根據2020年美國人口普查的數據，當地共有人口21274人，而人口密度為每平方千米1,365.47人。